# Oleksandr Alíev
Oleksandr Alíev   (Khabàrovsk, 3 de febrer de 1985) és un antic futbolista professional ucraïnès d'origen Àzeri. Juga com a migcampista dret o central. Conegut pels seus espectaculars gols de tirs lliures directes, el seu antic entrenador del Dinamo de Kíev Yuri Syomin el va descriure com"… el millor llançador de tirs lliures d'Europa". També era conegut per ser el jugador més jove del Dinamo que va debutar el 2002 a escala professional quan Aliyev tenia disset anys i sis mesos.
Durant la invasió russa d'Ucraïna de 2022, Aliyev es va unir a l'exèrcit ucraïnès.